# Mexico (Epcot)

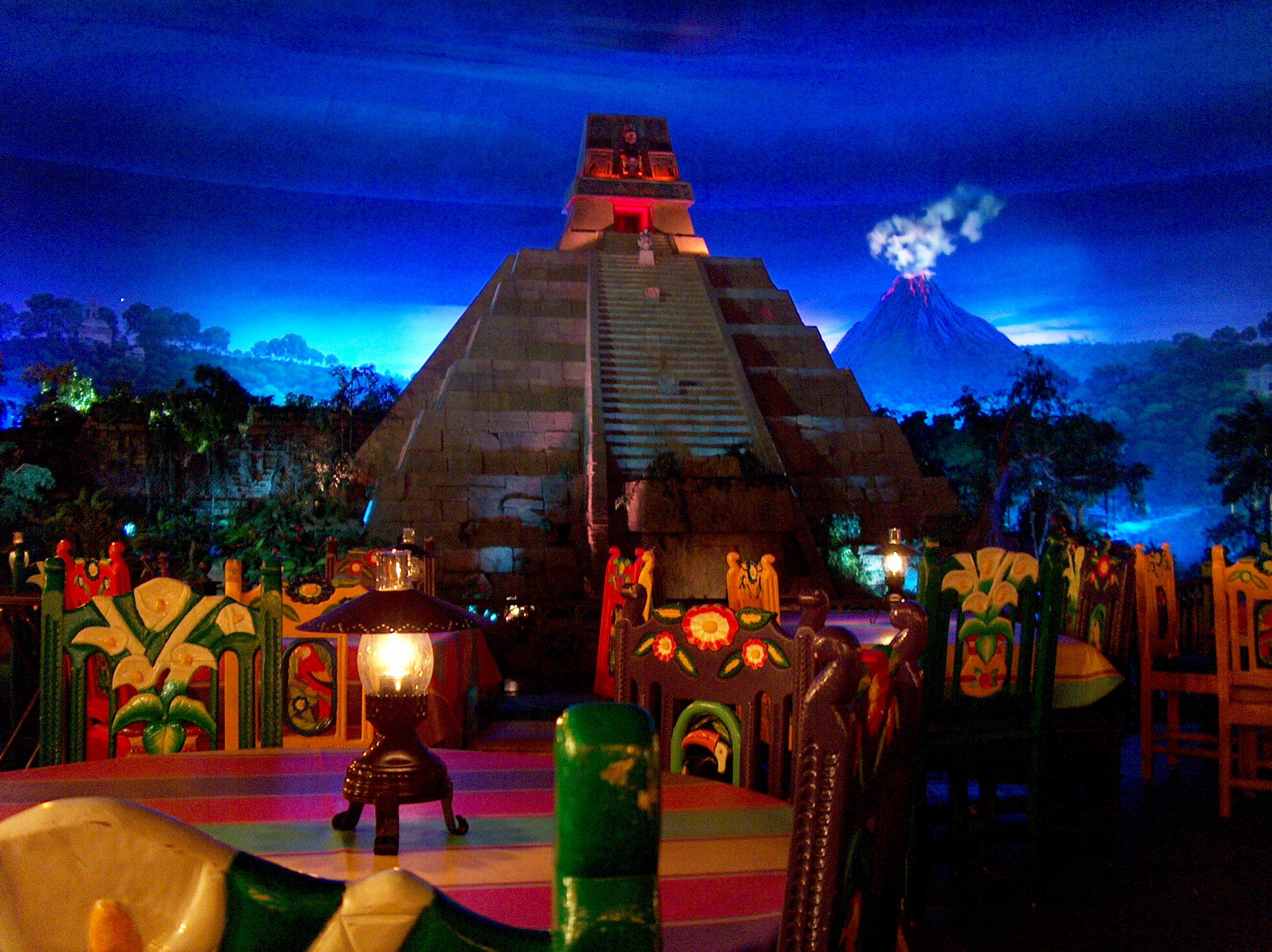
Uitzicht op de Meso-Amerikaanse piramide vanover het terras van het San Angel Inn Restaurante

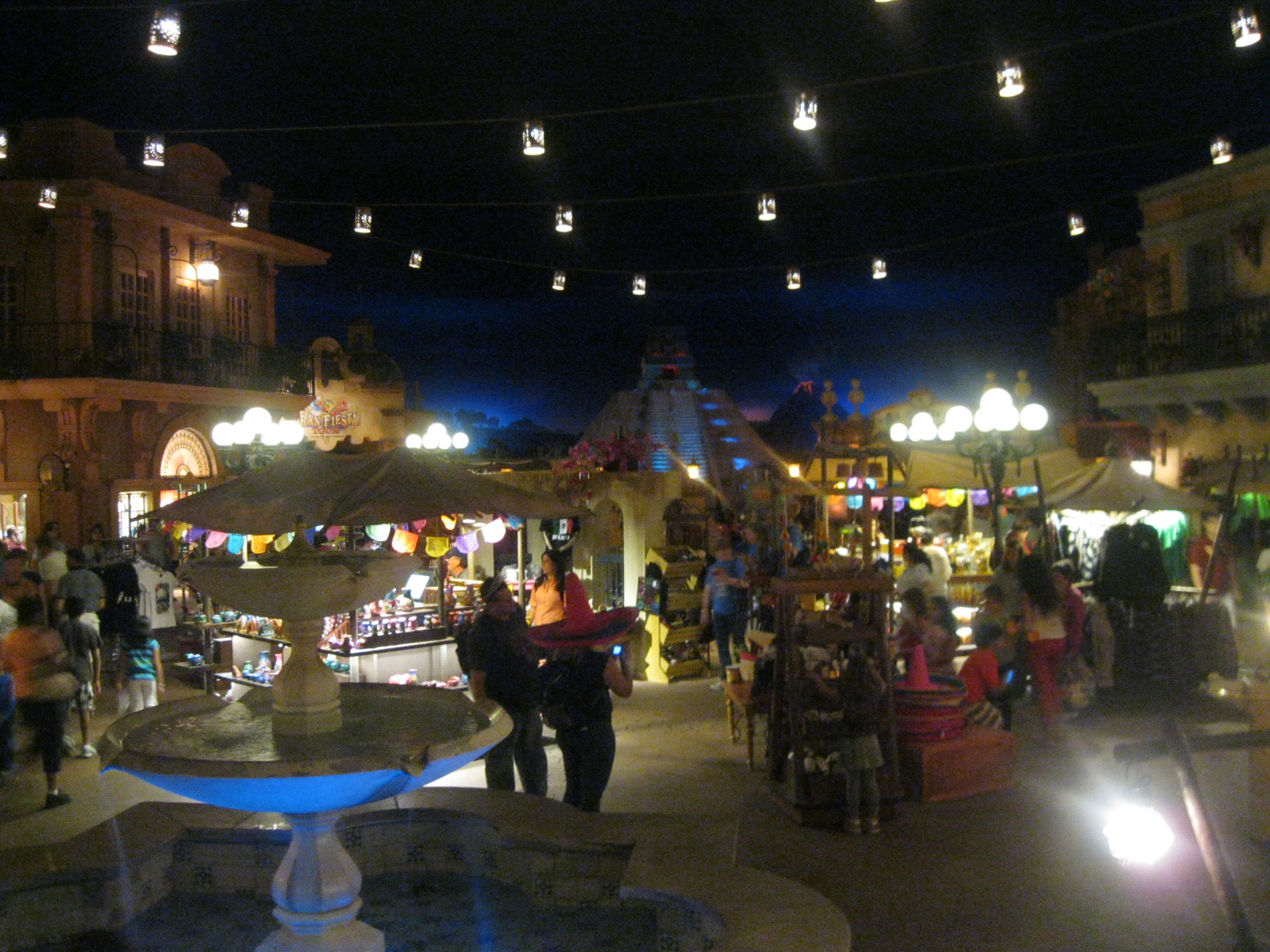
Het dorpsplein van San Angel

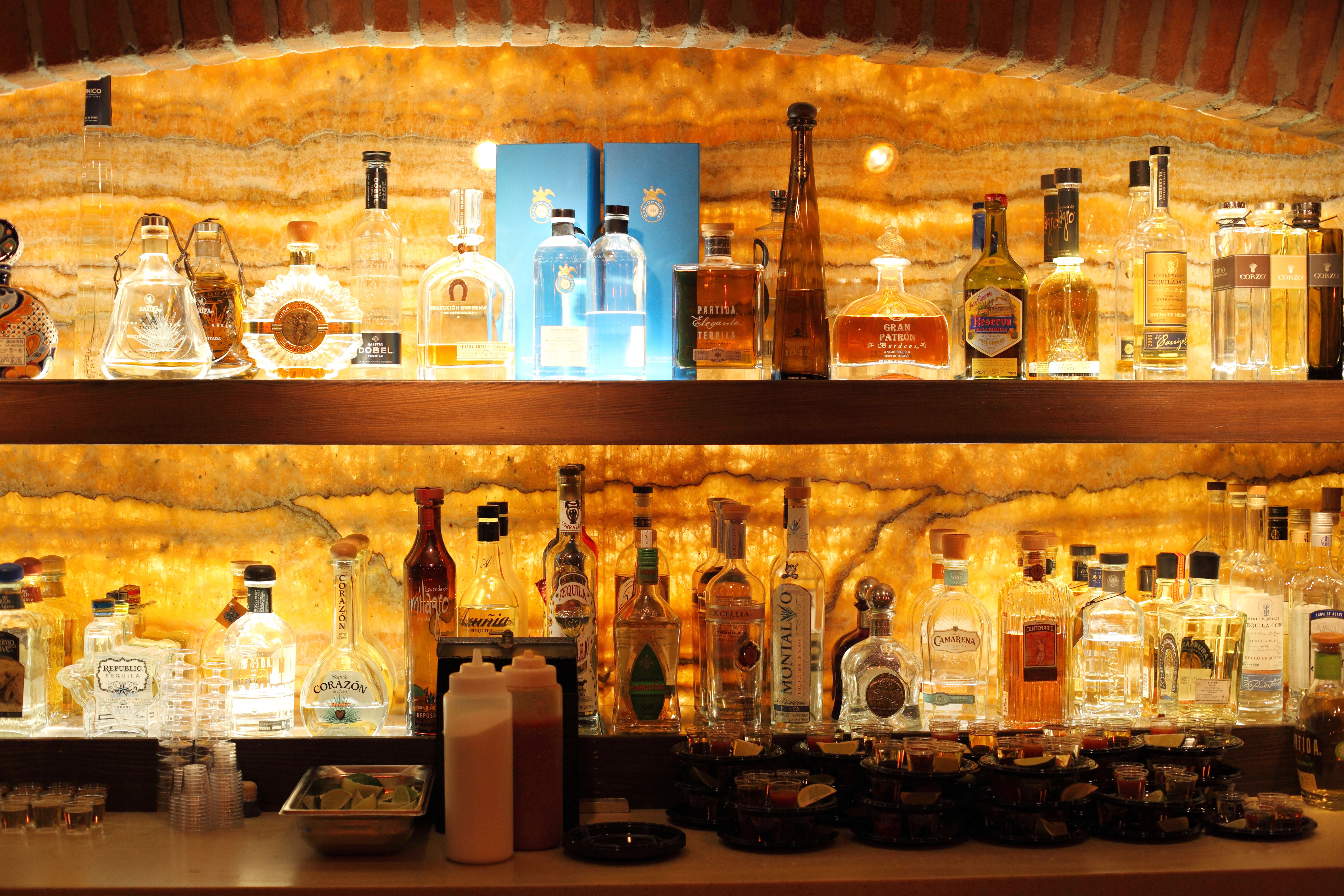
Interieur van tequilabar La Cava del Tequila

Het paviljoen van Mexico is een themagebied in het Amerikaanse attractiepark Epcot. Het thema van dit gebied is georiënteerd rondom Mexico en maakt deel uit van het grotere themagebied World Showcase. Het gebied werd geopend op 1 oktober 1982, tezamen met het park zelf.

## Beschrijving
Het paviljoen is opgesplitst in een indoor gedeelte, dat verstopt is in een gebouw achter een Meso-Amerikaanse piramide, en een outdoor gedeelte, dat zich op een pier in het World Showcase Lagoon bevindt. Bij aankomst in het paviljoen vanaf Showcase Plaza over de promenade langs het World Showcase Lagoon ligt links margaritabar Choza de Margarita. Daarna ligt aan de linkerzijde het indoor gedeelte, en aan de rechterzijde het outdoor gedeelte. Het outdoor gedeelte omvat een gebouwencomplex dat de restaurants La Cantina de San Angel en La Hacienda de San Angel huisvest, evenals souvenirwinkels El Ranchito del Norte en Ring Carvers. Naast deze souvenirwinkels is regelmatig een mariachi-band te vinden.
Het indoor gedeelte is te betreden via een Meso-Amerikaanse piramide. De inkomsthal van de piramide is tevens de tentoonstellingsruimte Mexico Folk Art Gallery. De route loopt door deze ruimte heen om vervolgens uit te komen op een dorpsplein van het fictieve stadje San Angel. Op het plein is een fontein te vinden en rondom het plein zijn verschillende souvenirwinkels en -kramen te vinden, zoals La Tienda Encantada en Plaza de los Amigos. Ook ligt tequilabar La Cava del Tequila aan dit dorpsplein. Achterin op het dorpsplein ligt de ingang van de attractie Gran Fiesta Tour Starring The Three Caballeros, net als het terras van tafelbedieningsrestaurant San Angel Inn Restaurante. Het terras van dit restaurant biedt uitzicht op een waterpartij waarover de boten van Gran Fiesta Tour Starring The Three Caballeros varen, met aan de achterzijde een schaalmodel van twee Meso-Amerikaanse piramides en een vulkaan.

## Faciliteiten
| - Gran Fiesta Tour Starring The Three Caballeros - Mexico Folk Art Gallery - Mariachi Cobre - Choza de Margarita - La Cantina de San Angel - La Cava del Tequila - La Hacienda de San Angel - San Angel Inn Restaurante | - El Ranchito del Norte - La Tienda Encantada - Plaza de los Amigos - Ring Carvers |

## Trivia
- De werknemers in het paviljoen die in contact komen met de gasten komen oorspronkelijk uit Mexico zelf. Disney regelt via haar internationale programma's dat werknemers bij haar paviljoens ook de nationaliteit hebben van dat paviljoen.[1]